# グランドピアニスト
グランドピアニストは、2007年4月1日にセガトイズから発売されたグランドピアノの模型である。
サイズはグランドピアノの約6分の1で、グランドピアノ同様に鍵盤が88あり、指で押さえることで実際に音を鳴らすことができる。ただし鍵盤一つの幅が約4mmと細いため、手動においての楽曲演奏はかなり困難であると思われる。クラシック音楽、ジャズ、ポップスなど100曲のデータが本体に内蔵されており、自動演奏機能により演奏を行う。楽曲の選択は、ヴァイオリニストの葉加瀬太郎が行った。楽曲データを販売サイトより有料にてダウンロードすることが可能となっており、ダウンロードした楽曲データを本体に読み込ませるためのSDメモリーカードスロットを実装している。また、宣伝はしていないが、著作権保護のないオリジナルMIDIデータも実際は演奏可能となっている。